# Малкі Маккей
Малкі Маккей (англ. Malky Mackay, нар. 19 лютого 1972, Беллсгілл) — шотландський футболіст, що грав на позиції захисника. По завершенні ігрової кар'єри — тренер.
Виступав, зокрема, за клуби «Селтік» та «Норвіч Сіті», а також збірну Шотландії.

## Ігрова кар'єра
Вихованець клубу «Квінз Парк», у основній команді якого став виступати з 1990 року, провівши три сезони у третьому за рівнем дивізіоні Шотландії, де взяв участь у 70 матчах чемпіонату.
Влітку 1993 року перейшов в один з топ-клубів країни «Селтік», втім спочатку грав за молодіжну команду. Дебютував у складі «кельтів» 13 травня 1995 року в грі з «Данді Юнайтед» (1:0). З командою у сезоні 1997/98 виграв титул чемпіона Шотландії, втім основним гравцем так і не став, провівши лише 46 ігор в усіх турнірах, а у вересні 1998 року переїхав до Англії, перейшовши на правах оренди в клуб другого за рівнем дивізіону країни «Норвіч Сіті», який згодом викупив контракт гравця за плату в розмірі 350 000 фунтів стерлінгів.
У перші три роки клуб закінчував сезон в середині турнірної таблиці Першого дивізіону і лише у сезоні 2001/02 команді вдалося стати шостою і потрапити в плей-оф. Там після перемоги у першому раунді над «Вулвергемптон Вондерерз», «Норвіч» програв у фіналі «Бірмінгем Сіті» та не підвищився у класі. Двома сезонами пізніше 32-річний Маккей і його команда виграли другий дивізіон, вийшовши таки до Прем'єр-ліги. Сам же Малкі в цьому сезоні зробив дубль у Дербі Східної Англії проти «Іпсвіч Таун», а також увійшов до символічної збірної чемпіонату, втім по завершенні сезону покинув команду, так і не дебютувавши в еліті.
10 вересня 2004 року Маккей перейшов у інший клуб другого за рівнем дивізіону, «Вест Гем Юнайтед», очолюваний Аланом Пард'ю, де зіграв у 18 матчах чемпіонаті до березня, після чого на поле не виходив, а команда стала шостою і перемігши у фіналі плей-оф «Престон Норт-Енд» вийшла до Прем'єр-ліги. Втім Маккей знову не зміг дебютувати у цьому змаганні, оскільки був звільнений з клубу по закінченні сезону.
У серпні 2005 року на правах вільного агента перейшов у «Вотфорд» і незабаром став однією з ключових фігур у команді. Маккей став лідером захисту команди, а також забив декілька важливих голів, включаючи один проти запеклих суперників, «Лутон Тауна» (2:1). За підсумками сезону 2005/06 Маккей став з командою третім і втретє поспіль вийшов в Прем'єр-лігу, здолавши у фіналі «Лідс Юнайтед» (3:0). Оскільки гравець був звільнений з двох своїх попередніх клубів після переможних сезонів, головний тренер «шершнів» Ейді Бутройд запевнив, що Малкі візьме участь у змаганнях Прем'єр-ліги у складі «Вотфорда» наступного сезону. Хоча шотландець вже не був основним гравцем, він провів 14 матчів Прем'єр-ліги сезону 2006/07, за результатами якого клуб зайняв останнє 20 місце і понизився у класі. У січні 2007 року Маккей паралельно отримав перший досвід тренерської роботи, отримавши посаду першого тренера команди після від'їзду Дейва Гокедея.
У сезоні 2007/08 Маккей зіграв за команду лише в одному матчі Кубка Англії проти «Вулвергемптон Вондерерз» у січні 2008 року і більше зосередився на тренерській роботі, а 4 листопада 2008 року, після від'їзду Бутройда, недовго був. в.о. головного тренера команди.

## Збірна
28 квітня 2004 року, під час шостого і останнього сезону в «Норвічі», який був одним з найуспішнішим у кар'єрі гравця, у віці 32 років Маккей вперше зіграв у складі національної збірної Шотландії в товариській грі проти Данії (0:1), ставши найстарішим футболістом збірної за 37 років, що дебютував у збірній Шотландії (1967 року за збірну дебютував 36 річний Ронні Сімпсон).
Надалі Малкі зіграв ще у трьох товариських іграх, а матч відбору до чемпіонату світу 2006 року проти Словенії (0:0), зіграний 8 вересня 2004 року, став останнім, п'ятим, для захисника у формі збірної.

## Кар'єра тренера

### «Вотфорд»
Після нетривалої роботи в.о. головного тренера «Вотфорда» у 2008 році, Маккей повернувся на посаду у тренерському штабі. Після того як Брендан Роджерс пішов у відставку у червні 2009 року, Маккей зайняв посаду менеджера «Вотфорда». Дебютний тренерський сезон 2009/10 був важким для клубу, який перебував під загрозою вильоту протягом тривалого часу, але до кінця квітня зберіг прописку у Чемпіоншипі і сезон закінчив на 16 місці. Наступного року клуб виступив не набагато краще, ставши 14-им.

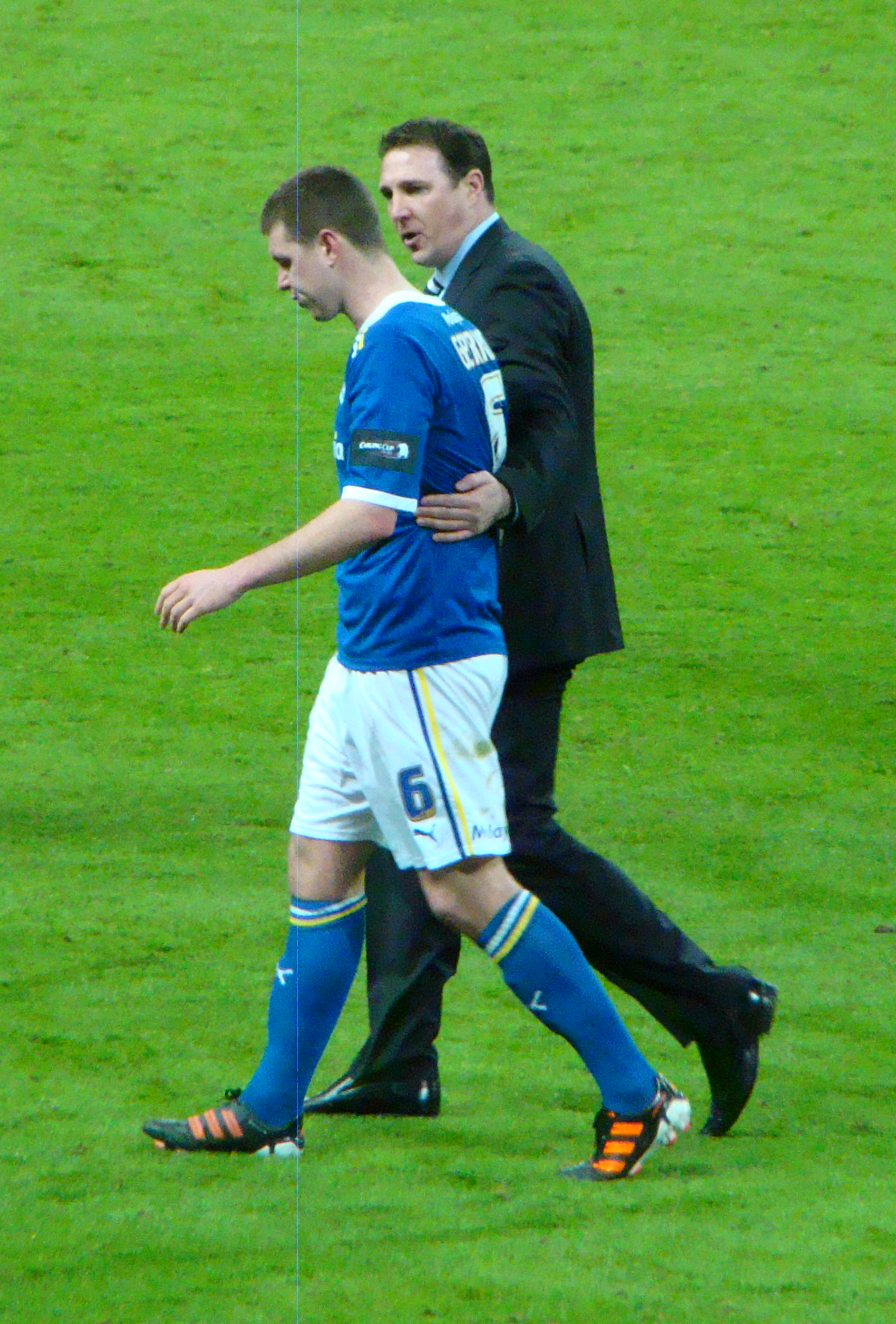
Маккей (праворуч) та Ентоні Джеррард після програного фіналу Кубка Футбольної ліги 2012 року.

### «Кардіфф Сіті»
17 червня 2011 року підписав трирічний контракт з «Кардіфф Сіті», який для переходу тренера виплатив компенсацію «Вотфорду». Його робота у валлійській команді розпочалась з перемоги 1:0 над «Вест Гем Юнайтед». Надалі команда була непереможною у вересні, внаслідок чого Маккей був номінований на звання Менеджера місяця у Чемпіоншипі в перший же місяць керування клубом. Ще один непереможний місяць для «Кардіффа», листопад, призвів до того, що Маккей знову був в аналогічній номінації і цього разу виграв нагороду .
У перший же сезон роботи з клубом шотландський фахівець вивів команду у фінал Кубка ліги, вперше в історії клубу . За тиждень до фіналу Маккей підписав подовження контракту на три з половиною роки, до червня 2016 року. Але у фінальній зустрічі «Кардіфф» програв Ліверпулю на «Вемблі» в серії пенальті, а у чемпіонаті клуб став шостим, розгромно програвши у першому ж раунді плей-оф «Вест Гем Юнайтед» із загальним рахунком 0:5.
Після успіху першого сезону в Уельсі, Маккей, як повідомляється, був одним із кандидатів на заміну Пола Ламберта в клубі Прем'єр-ліги у «Норвіч Сіті». Малкі відхилив пропозицію і сказав, що повністю налаштований на роботи з «Кардіф Сіті», з яким провів найпотужніший домашній старт сезону ліги, вигравши кожен з сперших десяти ігор чемпіонату на Кардіффському міському стадіоні, побивши попередній рекорд клубу — дев'ять послідовних домашніх виграшів. Клуб і надалі продовжував вдало виступати у чемпіонаті і став переможцем Чемпіоншипу після нічиєї 1:1 з Бернлі у квітні. А 21 травня 2013 року Маккей був обраний Асоціацією менеджерів ліги Тренером року у Чемпіоншипі.
У сезоні 2013/14 років Макей піддавався критиці власника клубу малазійця Вінсента Тана щодо бюджету, результатів та стилю гри і в результаті після домашньої поразки 0:3 від «Саутгемптона», Маккей був звільнений 27 грудня 2013 року після зустрічі з директорами клубу.
Надалі стало відомо що Маккей стане менеджером іншого клубу Прем'єр-ліги «Крістал Пелес» у серпні 2014 року, але так і не очолив клуб, оскільки «Кардіф Сіті» відправив досьє до Футбольної асоціації, стверджуючи про неправомірні дії Маккея та спортивного директора Ієна Муді. Пізніше з'ясувалося, що деякі з тверджень, пов'язаних з текстовими повідомленнями, можуть вважатись расистськими, сексистськими та гомофобними за своїм характером. «Кардіфф» поставив під сумнів плату, сплачувану агентам та адвокатам під час трансферів, здійснених в той час, коли Маккей і Муді працювали в клубі. Джерелом напруженості між цими двома клубами був перехід Муді у квітні 2014 року з «Кардіффа» в «Крістал Пелес», де Муді також став спортивним директором. В підсумку Муді відмовився від своєї посади в «Пелес» після того, як обвинувачення були оприлюднені.
За твердженням, опублікованим LMA, Маккей вибачився за написання двох повідомлень, які, як він визнав, були неуважними до інших культур, але заперечував, що вони мали ще й гомофобічний або сексистський характер. Сама ЛМА вибачилася за характеристику повідомлень у заяві. Після проведення розслідування, Футбольна асоціація оголосила в липні 2015 року, що вона не буде застосовувати до Маккея та Муді жодних покарань.

### «Віган Атлетік»
19 листопада 2014 року Маккей був призначений менеджером клубу Чемпіоншипу «Віган Атлетік», незважаючи на незгоду фанатів, після того, як клуб звільнив з посади Уве Реслера. Нове призначення було піддано критиці організацією Kick It Out, яка заявила, що клуб ігнорує поточне розслідування ФА щодо текстових повідомлень, надісланих Маккеєм. Президент «Вігана» Дейв Вілан заявив, що клуб включив положення у свій контракт з Маккеєм, за яким вони можуть припинити дію контракту, якщо шотландець буде визнаний винним ФА. Тим не менш спонсор клубу «Premier Range» припинив фінансову підтримку клубу після призначення Маккея.
22 листопада, у своїй першій грі на посаді менеджера «Вігана», клуб зіграв 1:1 проти «Міддлсбро» на стадіоні DW. Проте результати команди надалі були невдалими й Маккей був звільнений з 6 квітня 2015 року після поразки 0:2 від «Дербі Каунті», опинившись у восьми очках від зони вильоту. Під час 138-денного перебування Маккея у клубі «Віган» здобув лише 19 очок з можливих 72, вигравши у 5 з 24 матчів, зіграних у чемпіонаті. Цей крок був схвально сприйнятий уболівальниками, про що прес-секретарем Wigan Athletic Supporters Club Кароліною Моліньє сказала BBC Sport: «Я думаю, що [звільнення Макей] — популярне рішення серед фанатів». Натомість Макей отримав підтримку від нещодавно призначеного голови клубу Девіда Шарпа, який назвав Маккея «великою частиною того, що ми тут робимо».

### Робота у Шотландській футбольній асоціації
У грудні 2016 року Шотландська футбольна асоціація призначила Маккея своїм виконавчим директором, відповідальним за нагляд за розвитком молодих гравців. Це призначення було піддано критиці деякими людьми, у тому числі політиком Клер Гоуї, через попередню поведінку Малкі. Група з боротьби з расизмом Kick It Out висловила свої коментарі, які підтримували Маккея, вказуючи на те, що він відтоді пройшов підготовку з питань рівності та різноманітності від FA.
13 жовтня 2017 року він був призначений виконувачем обов'язків головного тренера збірної Шотландії і став поєднувати цю роль зі своєю роботою у федерації. 9 листопада 2017 року збірна провела єдину гру під керівництвом Маккея — товариський матч проти Нідерландів (0:1), а вже у лютому тренером збірної на повноцінній основі був названий Алекс Макліш.

## Досягнення

### Як гравця
- Чемпіон Шотландії: 1997–98[51]
- Володар Кубка Шотландії: 1994–95
- Володар Кубка шотландської ліги: 1997–98

### Як тренера
- Тренер року у Чемпіоншипі: 2012–13[51]
- Тренер місяця у Чемпіоншипі: березень 2011[52], листопад 2011[53]

## Статистика
| Команда          | З                 | По                | Результат | Результат | Результат | Результат | Результат | Прим.         |
| Команда          | З                 | По                | І         | В         | Н         | П         | В%        | Прим.         |
| ---------------- | ----------------- | ----------------- | --------- | --------- | --------- | --------- | --------- | ------------- |
| «Вотфорд» (в.о.) | 4 листопада 2008  | 24 листопада 2008 | 4         | 2         | 0         | 2         | 50,0      | [ 11 ] [ 54 ] |
| «Вотфорд»        | 15 червня 2009    | 17 червня 2011    | 99        | 33        | 25        | 41        | 33,3      | [ 17 ] [ 54 ] |
| «Кардіфф Сіті»   | 17 липня 2011     | 27 грудня 2013    | 125       | 54        | 37        | 34        | 43,2      | [ 17 ] [ 54 ] |
| «Віган Атлетік»  | 19 листопада 2014 | 6 квітня 2015     | 25        | 5         | 4         | 16        | 20,0      | [ 54 ]        |
| Шотландія (в.о.) | 13 жовтня 2017    | 16 лютого 2018    | 1         | 0         | 0         | 1         | 00.0      | [ 50 ] [ 55 ] |
| Всього           | Всього            | Всього            | 254       | 94        | 66        | 94        | 37,0      | —             |

## Особисте життя
Батько, Малкі Маккей-старший, також був футболістом і грав на позиції нападника, провівши навіть одну гру за збірну Великої Британії. Уся сім'я Маккеїв — вболівальники клубу «Квінз Парк» і Макей-старший є членом ради в клубі, а Маккей-молодший виступав за аматорську команду клубу.